# イオン札幌西岡ショッピングセンター
イオン札幌西岡ショッピングセンター（イオンさっぽろにしおかショッピングセンター）は、北海道札幌市豊平区西岡に所在するイオン北海道運営のショッピングセンターである。
本記事では、同所にてかつて営業していたダイエー西岡店（旧・ハイパーマート西岡店）ならびにポスフール西岡店についても説明する。

## 概要

### ハイパーマート西岡店 → ダイエー西岡店時代
1988年に西岡商店振興組合が、ダイエーのディベロッパー会社「ダイエーリアルエステート」と手を組みダイエーを核にしたショッピングセンターの建設を計画したのが始まりである。道内では、地元組合と大手スーパーが手を組む珍しい例であった。
その後、1990年4月に大店法三条申請を提出し札幌商工会議所の商業活動調整協議会で審議が開始され、同年8月には同じく道内で2店舗の三条申請を行っていた西友とともに、店舗面積10,000m²前後の店舗としては道内で初めて第一種大規模店舗の三条結審で申請通りに認可された。
1992年にこの地でダイエーのブランドである「ハイパーマート」西岡店として開業。店番号は0686。建物は商業棟と駐車場棟に分かれていた。その後1999年8月のハイパーマート再編の影響で、同年11月20日に全国のハイパーマートよりも先駆けてダイエーに業態変更した。しかし、ダイエーの再編計画で西岡店が閉鎖店舗リストにリストアップされたことで、2002年8月31日をもって閉店した。

### 西岡ポスフールバーゲン館 →ポスフール西岡店時代
ダイエーの撤退後に、ポスフールが跡地に出店を表明した。建物はダイエー時代と変わらぬまま使用された。2002年11月のプレオープン時は「西岡ポスフールバーゲン館」の名称であったが、グランドオープンとなった2003年3月に「ポスフール西岡店」に改称した。好立地ではあったものの、競合店の攻勢やダイエー時代のままである駐車場の利便性がネックとなり客足が減少。不採算を理由に2008年2月24日に閉店となった。
閉店後の同年10月31日から11月2日にかけてラリージャパンが札幌ドームで開催された際、同店跡が臨時駐車場として活用されたこともあった（会場までは送迎バスが運行された）。

### イオン札幌西岡ショッピングセンター時代
ポスフール撤退から約1年が経った2009年4月6日、当時のイオン北海道社長・植村忠規は当初は第三者に売却予定だったポスフール西岡店を再利用できないか検討中であると発表。そして同年6月10日、ポスフール西岡店を建て替えずに大幅な改装工事を行い、「食品・ヘルス・ビューティーケア」を中心としたショッピングセンターを開業することを発表。2010年5月10日に開業日を発表し同年5月25日にソフトオープン、同年5月28日には「イオン札幌西岡ショッピングセンター」としてグランドオープンした。核店舗の「ジャスコ西岡店」は食品・日用品・健康用品に特化した店舗で、ジャスコ業態での最後の出店となり、2011年3月1日に名称を「イオン札幌西岡店」に変更した。
リニューアル計画以外に、売り上げ不振で完全撤退した店舗に再び同じ運営会社が再出店するケースは異例である。

## フロア構造
| 階  | フロア概要               |
| --- | ------------------------ |
| 2階 | 専門店                   |
| 1階 | イオン札幌西岡店・専門店 |

### 主なテナント
出店テナント全店の一覧・詳細情報は公式サイト「フロアガイド」を、営業時間およびATMを設置する金融機関の詳細は公式サイト「インフォメーション」を参照。

#### 1階
- メガネのプリンス
- サイゼリヤ
- サザエ（十勝おはぎ）
- フードコート（3店舗）
- どんぐり
- カルディコーヒーファーム
- 美唄焼鳥・惣菜　炎
- ATMコーナー

#### 2階
- こども写真城 スタジオアリス
- ダイソー
- コジマ×ビックカメラ
- Mac-House S.S.F
- カーブス（女性専用フィットネスクラブ）
- SHOO･LA･RUE
- ASBee fam.
- 未来屋書店
- Honeys

## 沿革
- 1988年（昭和63年）10月 - 西岡商店振興組合がダイエーとともにショッピングセンターの建設を計画していることが明らかになる。
- 1992年（平成4年）11月26日 - ハイパーマート西岡店開業。
- 1999年（平成11年）11月23日 - ハイパーマートからダイエーに業態転換。
- 2002年（平成14年）
  - 8月31日 - ダイエー西岡店閉店。
  - 11月 - 西岡ポスフールバーゲン館がダイエー跡地に開業。
- 2003年（平成15年）3月 - 名称をポスフール西岡店に変更。
- 2008年（平成20年）2月24日 - ポスフール西岡店閉店。
- 2009年（平成21年）6月10日 - イオン北海道がポスフール跡地にショッピングセンターの開業を発表。
- 2010年（平成22年）
  - 5月25日 - イオン札幌西岡ショッピングセンターがソフトオープン。
  - 5月28日 - イオン札幌西岡ショッピングセンターがグランドオープン。
- 2011年（平成23年）3月1日 - 核店舗のジャスコ西岡店をイオン札幌西岡店に変更。